# Stortjärnen (Stora Kils socken, Värmland, 661584-136100)
Stortjärnen är en sjö i Kils kommun i Värmland och ingår i Göta älvs huvudavrinningsområde.